# Cantons d'Ar Mor-Bihan
Els Cantons d'Ar Mor-Bihan (Bretanya) són 42 i s'agrupen en 3 districtes:
- Districte d'An Oriant (15 cantons - sotsprefectura: An Oriant) :
cantó d'Auray - cantó de Belle-Île - cantó de Belz - cantó de Groix - cantó d'Hennebont - cantó de Lanester - cantó d'An Oriant-Centre - cantó d'An Oriant-Nord - cantó d'An Oriant-Sud - cantó de Ploemeur - cantó de Plouay - cantó de Pluvigner - cantó de Pont-Scorff - cantó de Port-Louis - cantó de Quiberon

- Districte de Pontivy (10 cantons - sotsprefectura: Pontivy) :
cantó de Baud - cantó de Cléguérec - cantó de Faouët - cantó de Gourin - cantó de Guémené-sur-Scorff - cantó de Josselin - cantó de Locminé - cantó de Pontivy - cantó de Rohan - cantó de Saint-Jean-Brévelay

- Districte de Gwened (17 cantons - prefectura: Gwened) :
cantó d'Allaire - cantó d'Elven - cantó de La Gacilly - cantó de Grand-Champ - cantó de Guer - cantó de Malestroit - cantó de Mauron - cantó de Muzillac - cantó de Ploërmel - cantó de Questembert - cantó de La Roche-Bernard - cantó de Rochefort-en-Terre - cantó de Sarzeau - cantó de La Trinité-Porhoët - cantó de Gwened-Centre - cantó de Gwened-Est - cantó de Gwened-Oest